# 北原知奈
北原 知奈（きたはら ちな、1993年7月9日 - ）は、日本の女性声優。福岡県出身。かつては賢プロダクション、オブジェクト、FIRST WIND productionに所属していた。

## 来歴
2011年4月から2018年1月まで賢プロダクションに所属。ほぼ一年間フリーとして活動後、2019年1月1日よりオブジェクト所属。
2022年3月31日にオブジェクトがマネージメント事業を終了したことに伴い、4月1日よりFIRST WIND productionに所属。
2023年3月31日をもってFIRST WIND productionを退所した。

## 人物
- 賢プロダクションオーディションに合格を機に東京の高校に転校。
- 黒髪のロングストレートヘアが特徴。高校時代から髪の長さは健在で、いわゆるツインテールをしていた。
- イラストが得意で、高校時代は美術系の学科に在籍していた。
- 好きな飲み物は紅茶で、音楽ユニット・Sound Horizonの大ファン。
- ロリータファッションを好む。

## 出演

### テレビアニメ
2013年
- ジュエルペット ハッピネス（女生徒）
- バクマン。3（山崎沙耶）

2014年
- 星刻の竜騎士（女性店員）
- 弱虫ペダル（2014年 - 2023年、宮原すずこ） - 5シリーズ

2015年
- SHOW BY ROCK!!（2015年 - 2016年、まりまり）- 2シリーズ

2023年
- MFゴースト（2023年 - 2024年、浜崎萌絵） - 2シリーズ

### 劇場アニメ
- BanG Dream! FILM LIVE（2019年、観客）

### Webアニメ
- ポケモンジェネレーションズ（2017年、カミツレ）

### ゲーム
2012年
- ぷちっと★ロックシューター（ぐれーとマラカナ星人）

2013年
- 限界凸騎 モンスターモンピース
- ジェネレーション オブ カオス6（ロネット）
- 必殺仕事人 〜お仕置きコレクション〜（鶴見紫音）

2014年
- ガンスリンガー ストラトス2（綾小路咲良）

2015年
- クイズRPG 魔法使いと黒猫のウィズ（エマ・ユーイング）

2016年
- 幻獣契約クリプトラクト（2016年 - 2023年、リュナ、ミレーア）

2017年
- CARAVAN STORIES（ソフィア＝バロウズ、鎮魂ソフィア）

2018年
- 刻のイシュタリア（スラオシャ、ニーケ）

2019年
- ナイツクロニクル（ティリオネ）
- まちむす 地球防衛ライブ

2020年
- 城とドラゴン（ケットシー）
- クラッシュフィーバー（アメリータ）
- SHOW BY ROCK!! Fes A Live（まりまり）
- ブラウンダスト（アニラ）

2022年
- アリスフィクション（クレオパトラ）

2024年
- クレヨンしんちゃん 「炭の町のシロ」（ユーリ）

### 吹き替え
- ヤング・ジャスティス（2013年、ミス・マーシャン / メーガン）

### ラジオ
- あべながの野望〜他力本願の変〜（アシスタントパーソナリティー・コマーシャルナレーター、TOKYO FM）[15]

### 舞台
- ベニバラ兎団PRODUCE THEATER 5th「行けっ！風間山荘」（2015年1月13日 - 18日、下北沢・劇「小」劇場） - 九条隊員 役[16]
- ベニバラ兎団PRODUCE THEATER 8th「ワタシ、シノブカイ。」（2015年10月7日 - 12日、池袋・シアターKASSAI） - 貞子 役[17]
- カプセル兵団外伝「日本の神の物語〜古事記の世界〜」（2016年12月28日 - 29日、八幡山・ワーサルシアター） - 天照大御神 役 ほか
- カプセル兵団外伝「北欧神話の世界〜アスガルドの神々〜」（2017年6月13日 - 18日、八幡山・ワーサルシアター） - 美の女神・フレイヤ 役 ほか
- キミに贈る朗読会『サトラレ～the reading～』（2021年2月13日・14日、MsmileBOX 渋谷）
- 舞台『D.C.III 〜ダ・カーポIII〜君と旅する時の魔法』（2021年11月17日 - 21日、新橋・ニッショーホール） - ジル・ハサウェイ 役[18]
- アクティブイマジネーション朗読劇『クロミネンス・クロニクル』（2021年12月8日 - 12日、阿佐ヶ谷・アルシェ） - アカーシャ 役
- 舞台『D.C.III～ダ・カーポIII～ミライへの伝言』（2023年4月19日 - 24日、上野・飛行船シアター） - 五条院巴 役
- キミに贈る朗読会 短編朗読集「ペールライト・アイリス」（2023年5月7日、MsmileBOX渋谷[19]）

### その他
- 福岡発 2次元バーチャルアイドル みこしちゃん[20][21]
- にゃんころり〜けんぷろ3姉妹の場合〜（次女セクル[22]）
- 10代から目指す！声優トレーニング最強BIBLE[2013・10/22：トランスワールド・ジャパン]：インタビュー・ドラマCDヒロイン役

### シリーズ一覧
1. ↑  第1期（2014年）、第2期『GRANDE ROAD』（2015年）、第3期『NEW GENERATION』（2017年）、第4期『GLORY LINE』（2018年）、第5期『LIMIT BREAK』（2022年 - 2023年）
2. ↑  第1期（2015年）、第2期『#』（2016年）
3. ↑  1st Season（2023年）、2nd Season（2024年）